# Efrem Zimbalist Jr.

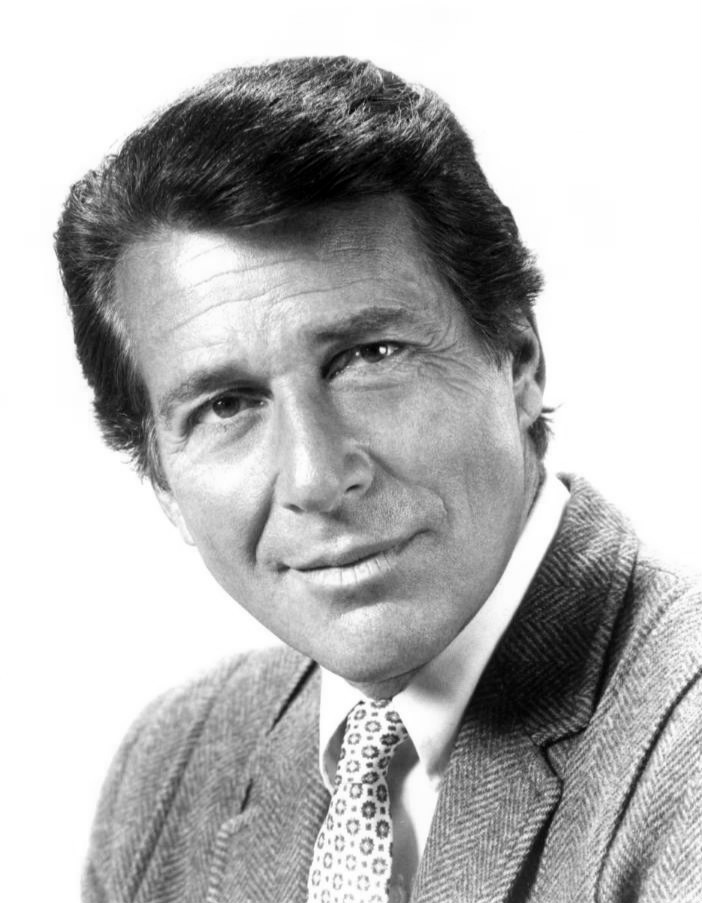
Zimbalist, Jr. en 1972.

Efrem Zimbalist Jr. (Nueva York, 30 de noviembre de 1918-Solvang, California, 2 de mayo de 2014) fue un actor de cine y televisión estadounidense. Recordado y reconocido mundialmente como el inspector Lewis Erskine de la Serie de Televisión F.B.I. programa icónico de la década de los años 60 y parte de los 70.

## Biografía
Era hijo del famoso violinista Efrem Zimbalist Sr. y de la también famosa soprano lírica Alma Gluck. Comenzó su carrera hacia finales de los años 40 actuando en papeles menores para el cine y la televisión. Sus mejores filmes son Sola en la oscuridad (1967) y Aeropuerto 75.
Efrem es conocido por ser el protagonista de las series: 77 Sunset Strip (1958-1964), donde interpretó al detective privado Stuart Bailey en 163 capítulos y The F.B.I. (1965-1974), como el inspector Lewis Erskine, en 240 capítulos, cuyo papel lo consagró y lo hizo famoso mundialmente. También actuó en El Zorro (1990) como Don Alejandro de la Vega. Aportó su voz a las series animadas Batman (1993) como Alfred, y Spider-Man (1994) como el Doctor Octopus. Su último trabajo fue en la película The Delivery de 2008.
En 2009, el FBI le otorgó una placa honoraria de agente especial por su rol en la recordada serie FBI en acción.
Su hija menor, Stephanie Zimbalist (1956), se convirtió en una conocida actriz.
Zimbalist asistió a Paul's School en Concord, New Hampshire, participando en obras de teatro escolares. Asistió brevemento a la Universidad de Yale pero fue expulsado, reinstaldo y expulsado por segunda ocasión cuando asistía a grados inferiores. Regresó a la ciudad de Nueva York en 1936 a trabajar en una página de NBC Radio donde tenía un pequeño papel en el aire como presentador de los showas. Tomo entrenamiento de actuación en Neighborhood Playhouse antes de servir al Ejército de los Estados Unidos durante la Segunda Guerra Mundial, donde se hizo amigo del escritor y director Garson Kanin.

## Servicio militar
Efrem Zymbalist fue reclutado en 1941 en el Ejército de los Estados Unidos, completando su entrenamiento inicial en Fort Dix, New Jersey, seleccionado como candidato a la escuela de oficiales. Después de la graduación de 1943 recibió la comisión como segundo teniente de infantería. Fue asignado como líder de un pelotón en la Compañía L, 3° Batallón, 60° Regimiento de Infantería, 9° División de Infantería y participó en combate en Europa siguiendo al aterrizaje en Normandía. Fue retirado al fin de la guerra, con premios y condecoraciones incluidas la Medalla Estrella de Bronce y la insignia de Soldado de Infantería de Combate, además del Corazón Púrpura recibido por una herida de metralla durante la batalla en Hürtgen Forest.

## Carrera

### Inicios
Después de la guerra, Zimbalist regresó a Nueva York haciendo su debut en Broadway actuando en The Rugged Path siendo el protagonista Spencer Tracy. Esto lo llevó como actor y productor. Su exitosa producción incluyó traer tres grandes óperas de Gian Carlo Menotti a Broadway, una de las cuales, El Cónsul ganó el Premio Pulitzer por la música en 1950. En 1954-1955 fue coprotagonista de su primera serie de televisión, Concerning Miss Marlowe.

### Estrella de Warner Bros.
En 1956 estuvo bajo contrato para Warner Bros. y se mudó a Hollywood, California. Su primer papel con Warner Bros. fue en la serie de televisión como un pícaro jugador Dandy Jim Buckley en Maverick opuesto a James Garner en 1957 teniendo cinco apariciones con esa interpretación. En 1958 Zimbalist fue coprotagonista como Stuart "Stu" Bailey en 77 Sunset Strip, un detective de una serie muy popular hasta 1964 que finalizó. 
Durante este período tuvo varias apariciones en otros programas de televisión de Warner Bros., como Hawaiian Eye, The Alaskans y Bronco. Estelarizó otros programas de Warner Bros. como Bombers B-52, The Deep Six, A Fever in the Blood y The Chapman Report. En ese tiempo demandó vacaciones a Jack L. Warner debido a que estaba exhausto de ese esquema de ocupación.
Jack Warner lo prestó a Columbia Pictures para By Lover Possesed  a cambio de agregar varios años de su contrato con Warner, pero el se negó a que Zimbalist apareciera  en Butterfield 8 para MGM.
En 1959 recibió el premio de Globo de Oro por "Most Promising Newcomer – Male".

### The F.B.I. serie de televisión
Aparte de 77 Sunset Strip, Zimbalist fue más ampliamente conocido por su papel protagónico del inspector Lewis Ersking en la serie de televisión producida por Quinn Martin de la serie The F.B.I. iniciando el 19 de septiembre de 1965 y siendo su último episodio en el aire el 8 de septiembre de 1974. Zimbalist fue generoso en su elogio al productor Martin y de su propia experiencia como protagonista. Quienes trabajaron con él fueron igualmente admirados por las estrellas profesionales y su agradable personalidad. 
Zimbalist mantuvo una amistad muy fuerte con el director del F.B.I. J. Edgar Hoover quién solicitó que el show fuera técnicamente preciso y la interpretación de sus agentes lo mejor posible, insistiendo que los actores fueron empleados del F.B.I. y someterse a una verificación de antecedentes. Zimbalist posteriormente estuvo una semana en contacto con Hoover en Washingto, D.C. y en la Academia del F.B.I. en Quantico, Virginia. Los hombres permanecieron en mutua admiración por el resto de vida de Hoover. Lo ponía frecuentemente como modelo de apariencia en sus empleados.
La Sociedad de antiguos Agentes Especiales del F-B-I: honró la caracterización de Lewis Erskine en 1985 colocó credenciales de retiro y el 8 de junio de 2009, el director del F:B:I. Robert Mueller presentó a Zimbalist con una placa honoraria por su trabajo en las series.
El show fue revivido en la década de 1980's donde el protagonista del F.B.I. fue Mike Connors

### Muerte
El actor dedicaba su tiempo de retiro a la jardinería en su rancho, al golf y a visitar amigos. Falleció aparentemente por causas naturales en su casa en Santa Bárbara, California, siendo encontrado por su hijo tirado en el jardín.

## Filmografía

### Cine
| Año  | Título                               | Personaje            |
| ---- | ------------------------------------ | -------------------- |
| 1949 | House of Strangers                   | Tony Monetti         |
| 1957 | Band of Angels                       | Tte. Ethan Sears     |
| 1957 | Bombers B-52                         | Cnel. Jim Herlihy    |
| 1958 | The Deep Six                         | Tte. Blanchard       |
| 1958 | Too Much, Too Soon                   | Vincent Bryant       |
| 1958 | Violent Road                         | George Lawrence      |
| 1958 | Girl on the Run                      | Stuart Bailey        |
| 1958 | Home Before Dark                     | Jacob 'Jake' Diamond |
| 1960 | The Crowded Sky                      | Dale Heath           |
| 1961 | A Fever in the Blood                 | Juez Leland Hoffman  |
| 1961 | By Love Possessed                    | Arthur Winner        |
| 1962 | The Chapman Report                   | Paul Radford         |
| 1965 | Harlow                               | William Mansfield    |
| 1965 | The Reward                           | Frank Bryant         |
| 1967 | Wait Until Dark                      | Sam Hendrix          |
| 1974 | Airport 1975                         | Captain Stacy        |
| 1982 | The Avenging                         | Jacob Anderson       |
| 1991 | Hot Shots!                           | Wilson               |
| 1993 | Jack L. Warner: The Last Mogul       | Narrator             |
| 1993 | Batman: Mask of the Phantasm         | Alfred Pennyworth    |
| 1995 | The Street Corner Kids: The Sequel   | Makenzie             |
| 1998 | Batman & Mr. Freeze: SubZero         | Alfred Pennyworth    |
| 1999 | The Amazing Adventures of Spider-Man | Dr. Octopus          |
| 2003 | Batman: Mystery of the Batwoman      | Alfred Pennyworth    |
| 2008 | The Delivery                         | Dr. Engel            |

### Televisión
| Año              | Título                                      | Personaje                                              | Notas |
| ---------------- | ------------------------------------------- | ------------------------------------------------------ | --- |
| 1946             | Mr. and Mrs. North                          | Star                                                   | Película de televisión |
| 1954–1955        | Concerning Miss Marlowe                     | Jim Gavin                                              | Contract role |
| 1956             | Star Tonight                                | Invitado                                               | "The Long View" (T2, Ep 42) |
| 1956             | The United States Steel Hour                | Sean O'Neill                                           | "Stopover at Sublimity" (T3, Ep 30) |
| 1957             | Conflict                                    | Stuart Bailey                                          | "Anything For Money" (T1, Ep 16). "Execution Night" (T1, Ep 19) |
| 1957–1958        | Maverick                                    | Dandy Jim Buckley                                      | Recurrente |
| 1958             | Girl on the Run                             | Stuart Bailey                                          | ABC. Película de televisión (Pilot for TV series 77 Sunset Strip) |
| 1958             | Sugarfoot                                   | Kerrigan the Great                                     | "The Wizard" (T2, Ep 3) |
| 1958–1964        | 77 Sunset Strip                             | Stuart Bailey                                          | Contrato. 163 Episodios |
| 1959–1962        | Hawaiian Eye                                | Stuart Bailey                                          | Recurrente |
| 1960             | The Alaskans                                | John Conrad                                            | "The Trial of Reno McKee" (T 1, Ep 14) |
| 1961             | Person to Person                            | Él mismo                                               | "August 11, 1961" (T 8, Ep 19) |
| 1961             | Bronco                                      | Edwin Booth                                            | "The Prince of Darkness" (T 4, Ep 2) |
| 1961             | What About Linda?                           | Él mismo                                               | March of Dimes fund raising program |
| 1962             | Here's Hollywood                            | Él mismo                                               | 2 de noviembre de 1962 |
| 1964             | The Hollywood Palace                        | Él mismo                                               | "Host: Efrem Zimbalist Jr." (T 1, Ep 9) |
| 1964             | Bob Hope Presents the Chrysler Theatre      | Paul Radford                                           | "The Sojourner" (T 1, Ep 26) |
| 1964             | The Alfred Hitchcock Hour                   | Extraño                                                | "See the Monkey Dance" (T 3, Ep 5) |
| 1964             | The Reporter                                | Charles Durwood                                        | "Super-Star" (T 1, Ep 9) |
| 1965             | Rawhide                                     | Jeff McKeever                                          | "The Diehard" (T 7, Ep 25) |
| 1965             | Password                                    | Él mismo                                               | "Angie Dickinson vs. Efrem Zimbalist Jr." |
| 1965–1974        | The F.B.I.                                  | Inspector Lewis Erskine                                | Contrato. 241 Episodios |
| 1967             | Cosa Nostra, Arch Enemy of the F.B.I.       | Inspector Lewis Erskine (archive footage)              | Película de televisión |
| 1967, 1969, 1970 | Insight                                     | Byron / Jim / Bergman / Don Ford / Charles de Foucauld | "Stranger In My Shoes" (T 7, Ep 37). "The Coffee House" (T 9, Ep 38). "The Day God Died" (T 10, Ep 25). "He Lived With Us, Ate With Us, What Else, Dear?" (T 10, Ep 33). "The Hermit" (T 10, Ep 43) |
| 1972             | The Tonight Show Starring Johnny Carson     | Él mismo                                               | 16 de febrero de 1972 |
| 1974             | Insight                                     | Invitado                                               | "When You See Arcturus" (T 14, Ep 21) |
| 1975             | Who Is the Black Dahlia?                    | Sgt. Harry Hansen                                      | Película de televisión |
| 1978             | A Family Upside Down                        | Mike Long                                              | Película de televisión |
| 1978             | Terror Out of the Sky                       | David Martin                                           | Película de televisión |
| 1978             | 30th Primetime Emmy Awards                  | Él mismo                                               | Presentador |
| 1979             | The Best Place to Be                        | Bill Reardan                                           | Película de televisión |
| 1979             | The Gathering, Part II                      | Victor Wainwright                                      | Película de televisión |
| 1979             | Insight                                     | Dios / Invitado                                        | "Checkmate" (T 20, Ep 11). "A Family of Winners" (T 20, Ep 12) |
| 1980             | Scruples                                    | Ellis Ikehorn                                          | Miniserie |
| 1980             | The Anita Bryant Spectacular                | Él mismo                                               | |
| 1982             | Beyond Witch Mountain                       | Aristotle Bolt                                         | Película de televisión |
| 1982             | Family in Blue                              | Marty Malone                                           | Película de televisión |
| 1983             | Insight                                     | Guest                                                  | "The Hit Man" (T 24, Ep 5) |
| 1983             | La isla de la fantasía                      | Sr. Baldwin                                            | "The Butler's Affair/Roarke's Sacrifice" (T 7, Ep 5) |
| 1983             | Charley's Aunt                              | Cnel. Francis Chesney                                  | Película de televisión |
| 1983             | Baby Sister                                 | Tom Burroughs                                          | Película de televisión |
| 1983             | Shooting Stars                              | Robert Cluso                                           | Película de televisión |
| 1983–187         | Remington Steele                            | Daniel Chalmers                                        | Recurrente |
| 1984             | The Love Boat                               | Dan Whitman                                            | "Polly's Poker Palace, Parts 1 and 2" (T 7, Ep 19 & T 7, Ep 20) |
| 1984             | Hardcastle and McCormick                    | Emmett Parnell                                         | "The Georgia Street Motors" (T 1, Ep 18) |
| 1984             | Partners in Crime                           | Grant Latham                                           | "Murder in the Museum" (T 1, Ep 19) |
| 1984             | Hotel                                       | Alexander Heath                                        | "Flesh and Blood" (T 2, Ep 2) |
| 1984             | Cover Up                                    | E.G. Dawson                                            | "Writer's Block" (T 1, Ep 9) |
| 1984             | You Are the Jury                            | Narrador                                               | "The Case of the People of Florida v Joseph Lamdrum" |
| 1985             | Finder of Lost Loves                        | Judge Alex Hale                                        | "Mister Wonderful" (T 1, Ep 19) |
| 1986             | 38th Primetime Emmy Awards                  | Él mismo                                               | Presentador |
| 1986             | You Are the Jury                            | Narrador                                               | "The State of Arizona v Dr. Evan Blake" |
| 1986–1988        | Hotel                                       | Charles Cabot                                          | Recurrente |
| 1988             | Hunter                                      | Clarence Hyland                                        | "Murder He Wrote" (T 4, Ep 21) |
| 1988             | Murder, She Wrote                           | Gen. Havermeyer                                        | "The Last Flight of the Dixie Damsel" (T 5, Ep 7) |
| 1990             | Zorro                                       | Don Alejandro de la Vega                               | Contrato. 25 Episodios |
| 1990             | Who's the Boss?                             | Robert Robinson                                        | "Operation Mona" (T 6, Ep 22) |
| 1990             | Murder, She Wrote                           | Richard Thompson Grant                                 | "Hannigan's Wake" (T 7, Ep 4) |
| 1991             | Hot Shots: The Making of an Important Movie | Él mismo                                               | |
| 1992             | Murder, She Wrote                           | Adam Quatrain                                          | "Sugar, Spice, Malice and Vice" (T 9, Ep 7) |
| 1992–1993        | The Legend of Prince Valiant                | Rey Arturo                                             | Voz. Contrato. 53 Episodios |
| 1992–1995        | Batman: The Animated Series                 | Alfred Pennyworth                                      | Contrato. 57 Episodios |
| 1993             | Trade Winds                                 | Christof Philips                                       | Miniserie |
| 1994             | Vicki!                                      | Él mismo                                               | |
| 1994             | Burke's Law                                 | Sam Gallagher                                          | "Who Killed the Legal Eagle?" (T 1, Ep 9) |
| 1994             | Heaven Help Us                              | Lexy's Dad                                             | "A Little Left of Heaven" (Pilot) (T 1, Ep 1) |
| 1994             | The Nanny                                   | Theodore Timmons                                       | "Material Fran" (T 2:, Ep 4) |
| 1995             | La leyenda del Príncipe Valiente            | King Arthur                                            | "Knights of the Round Table, Parts 1 and 2" (T 3, Ep 1) (T 3, Ep 2) |
| 1995             | One West Waikiki                            | Walter Mansfield                                       | "Flowers of Evil" (T 2, Ep 1) |
| 1995             | Gargoyles                                   | Mace Malone                                            | "Revelations" (T 2, Ep 16) |
| 1995             | Iron Man                                    | Justin Hammer                                          | Recurrente |
| 1995–1997        | Spider-Man                                  | Dr. Octopus / Dr. Otto Octavius                        | Recurrente |
| 1996             | Picket Fences                               | Hal Klosterman                                         | "Forget Selma" (T 4, Ep 18) |
| 1996             | Mighty Ducks                                | Dr. Denton P. Hookerman                                | "Zap Attack" (T 1, Ep 4) |
| 1997             | Babylon 5                                   | William Edgars                                         | Recurrente |
| 1997             | The Visitor                                 | Wayland Scott                                          | "Miracles" (T 1, Ep 11) |
| 1997             | Superman: The Animated Series               | Alfred Pennyworth                                      | "World's Finest, part 3" (T 2, Ep 18) |
| 1997–1998        | The New Batman Adventures                   | Alfred Pennyworth                                      | Recurrente |
| 1998             | Gemstones of America                        | Él mismo                                               | Anfitrión |
| 1998             | The Batman Superman Movie: World's Finest   | Alfred Pennyworth                                      | Película de televisión animada |
| 1999             | A Year to Remember                          | Él msmo                                                | Anfitrión |
| 2001             | The First Day                               | Benjamin Hart                                          | Película de televisión |
| 2003             | Static Shock                                | Alfred Pennyworth                                      | "Hard as Nails" (T 3, Ep 1) |
| 2003-2004        | Justice League                              | Alfred Pennyworth                                      | "Hereafter, Part 1" (T 2, Ep 19). "Starcrossed, Part 2 and 3' (T 2, Ep 25-26) |
| 2004             | Batman: Behind the Mystery                  | Él mismo                                               | |
| 2004             | TVLand Moguls                               | Él mismo                                               | |
| 2007             | The Brothers Warner                         | Él mismo                                               | |

### Videojuegos
| Año  | Título                              | Personaje         |
| ---- | ----------------------------------- | ----------------- |
| 1993 | Gabriel Knight: Sins of the Fathers | Wolfgang          |
| 2000 | Spider-Man                          | Dr. Octopus       |
| 2001 | Batman: Vengeance                   | Alfred Pennyworth |

### Vídeos
| Año  | Título      | Personaje | Notas                         |
| ---- | ----------- | --------- | ----------------------------- |
| 1983 | The Tempest | Próspero  | Dirigido por William Woodman. |

## Teatro
| Apertura     | Cierre             | Título                                     | Personaje           | Teatro                  |
| ------------ | ------------------ | ------------------------------------------ | ------------------- | ----------------------- |
| Nov 10, 1945 | Ene 19, 1946       | The Rugged Path                            | Gil Hartnick        | Plymouth                |
| Nov 6, 1946  | Feb 21, 1947       | King Henry VIII                            | Duke of Suffolk     | International Theatre   |
| Nov 8, 1946  | Feb 15, 1947       | What Every Woman Knows                     | A Butler, Ensemble  | International Theatre   |
| Dic 19, 1946 | Feb 22, 1947       | A Pound on Demand / Androcles and the Lion | Secutor             | International Theatre   |
| Feb 27, 1947 | Mar 15, 1947       | Yellow Jack                                | Aristides Agramonte | International Theatre   |
| May 1, 1947  | Nov 1, 1947        | The Telephone / The Medium                 | (producer)          | Ethel Barrymore Theatre |
| Feb 24, 1948 | Mar 6, 1948        | Hedda Gabler                               | Eilert Lovborg      | Cort Theatre            |
| Dec 7, 1948  | Jan 9, 1949        | The Telephone                              | (productor)         | City Center             |
| Dec 7, 1948  | Jan 9, 1949        | The Medium                                 | (productor)         | City Center             |
| Mar 15, 1950 | Nov 4, 1950        | The Consul                                 | (productor)         | Ethel Barrymore Theatre |
| Jan 17, 1956 | Aug 11, 1956       | Fallen Angels                              | Maurice Duclos      | Playhouse               |
| Oct 16, 2004 | Nov 7, 2004        | Night of the Iguana                        | Nonno               | Rubicon Theatre Company |
| Apr 26, 2007 | 20 de mayo de 2007 | Hamlet                                     | The Player King     | Rubicon Theatre Company |

## Obras
- Zimbalist Jr, Efrem (2004). My Dinner of Herbs. Limelight Editions. ISBN 978-0-87910-988-2.